# Dysonsfär
En dysonsfär är en teoretisk megakonstruktion eller megastruktur tänkt att omsluta en stjärna. Syftet med konstruktionen är att fånga upp den energi som strålar ut från stjärnan. Freeman Dyson beskrev detta koncept 1959.

## Allmänt
Det finns olika typer av dysonsfärer. En av dem går ut på att sätta flera miljoner kilometerlånga speglar i omloppsbana runt stjärnan. Detta ger möjligheten att fokusera ljuset från stjärnan på olika himlakroppar där man kan skörda energin. På så sätt kan man fördela energin till de olika planeterna i vårt solsystem ifall vi blir en civilisation som befolkar flera planeter.

### Konstruktion av en dysonsfär
För att bygga en sådan megastruktur skulle man behöva ta i anspråk en hel planet. Speglarna för denna megastruktur skulle behöva vara atom-tunna och veckla ut sig som origami när den kommer i omkrets runt stjärnan. Den skulle dessutom behöva vara mycket värmetålig. Ett stort problem är metoden att skicka upp dessa enorma speglar, då raketer skulle bränna alltför mycket bränsle.
Inom vårt solsystem har spekulationer gjorts om att kunna konstruera en dysonsfär kring planeten Merkurius, då den inte har så stark gravitation och ligger nära solen. Planeten är dessutom mycket rik på mineraler för att konstruera speglarna. Kritiker har framfört att planerna är olämpliga och omöjliga ur åtskilliga synpunkter.

### Möjlig förekomst av dysonsfär
Rymdteleskopet Kepler som var operativt mellan 2009 och 2018 gjorde många nydanande upptäckter, bland annat oväntade variationer i ljuset från KIC 8462852, även kallad Tabbys stjärna efter Tabetha Boyajan. Spekulationer har förekommit om att variationerna skulle kunna härröra från teknisk aktivitet från en utomjordisk civilisation.